# TV Doma (Slovensko)
TV Doma je soukromá slovenská televizní stanice programově zaměřena na cílovou skupinu mladých aktivních lidí ve věku 12–54 let. Zároveň je to v pořadí druhá televize vysílající na Slovensku, která patří skupině CME. TV Doma vysílá 24 hodin denně. V roce 2014 byla TV Doma 4.–5. nejsledovanější televizí na Slovensku se sledovaností 4–6 %. TV Doma je součástí skupiny CME. Začala vysílat 31. srpna 2009 v den třináctého výročí spuštění TV Markíza.
Mezi lety 2011 a 2018 byla s televizí vlastnicky spřízněná chorvatská Doma TV.

## Program
Programové schéma stanice je zaměřeno na ženy. Program Markízy Doma přináší seriály, filmy a telenovely. Mezi jinými je to lokální CME produkce zastoupena rumunským seriálem Regina nebo českým seriálem Ulice, klasické latinskoamerické telenovely jako Skrytá vášeň, Když budeš moje, Kouzlo lásky, Pravá tvář vášně, La Tormenta: Pokušení lásky, Rány z lásky, Nespoutaný anděl, Rodinná kletba, Doňa Barbara, Mezi láskou a nenávistí, Čistá láska, evropské seriály jako Julie – Cesty za štěstím, Slzy Bosporu, V objetí hedvábí, Fatmagul, Ezel, Feriha, Sultán a Lařina volba, americké sitcomy jako Sex ve městě. Sobotní večery jsou určeny romantickým filmem natočeným podle románů Rosamunde Pilcher a Ingy Lindström, nedělní večery jsou určeny známým hollywoodským nebo evropským filmům.

### Aktuální program

#### Zahraniční pořady
- Dívka odjinud (Lost Girl)
- Druhá šance (Hope Springs)
- Gilmorova děvčata (Gilmore Girls)
- Mentalista (Mentalist)
- Monk (Mr. Monk)
- Nekonečná láska (Endlless Love)
- Odložené případy (Cold Case)
- Přátelé (Friends)
- Sandhya – svetlo môjho života (Diya Aur Baati Hum)
- Skrytá vášeň (La mentira)
- Super drbna (Gossip Girl)
- Vyměněné životy (Adini feriha koydum)
- Zajatci předměstí (Suburgatory)
- Zakázaná láska (Aşk-ı Memnu)

#### Pořady z TV Markíza
- Chlapi neplačú
- Smotánka
- Varte s nami